# Día Internacional del Jazz
El Día Internacional del Jazz es una jornada que se celebra anualmente el 30 de abril desde 2012, establecida por la UNESCO en noviembre de 2011.

## Proclamación
El Día Internacional del Jazz fue proclamado en noviembre de 2011 por la UNESCO, con el objetivo de destacar el jazz y su papel diplomático de unir a las personas en todos los rincones del globo. Este día busca sensibilizar al público general sobre las virtudes del jazz como herramienta educativa y motor para la paz, la unidad, el diálogo y la cooperación entre pueblos. La UNESCO, junto con Herbie Hancock, pianista de jazz y Embajador de la UNESCO para el Diálogo Intercultural, lideran esta iniciativa. El Herbie Hancock Institute of Jazz es el encargado de planificar, promover y producir esta celebración anual.

## Celebración

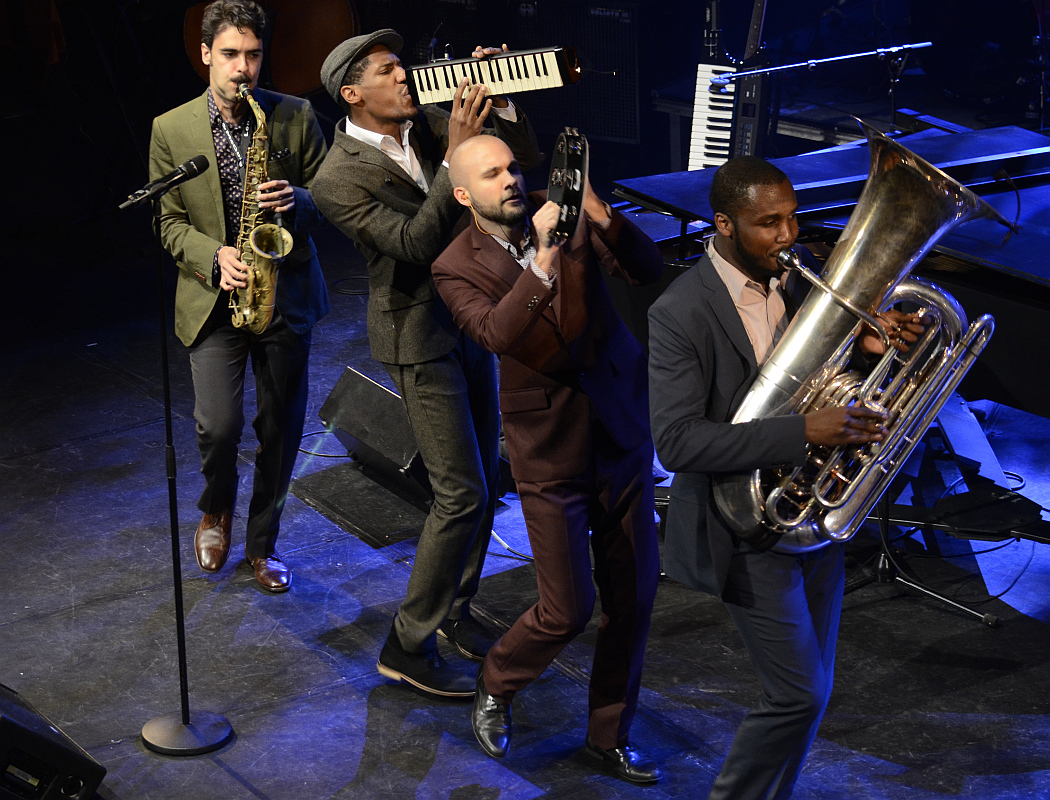
Stay Human

Este día se celebra anualmente el 30 de abril, coincidiendo con el final de abril, el Mes de Apreciación del Jazz. Esta fecha fue elegida al ser la culminación internacional de un mes entero de celebraciones que destacan el jazz y su herencia que promueve la diversidad y el respeto por los derechos humanos. La primera celebración se llevó a cabo en 2012, con eventos en Nueva York y París, junto con otras 100 ciudades alrededor del mundo. Desde entonces, se ha convertido en la mayor celebración anual del jazz, uniendo a personas de todos los continentes a través de actuaciones, programas educativos, y actividades de divulgación. En 2023, por ejemplo, se ofrecieron actuaciones en 12 ciudades simultáneamente, incluyendo Pekín, Beirut, y Nueva York, mostrando el carácter global de esta celebración.
Sedes del Día Internacional del Jazz
| Año  | País                   | Ciudad           |
| ---- | ---------------------- | ---------------- |
| 2013 | Turquía                | Estambul         |
| 2014 | Japón                  | Osaka            |
| 2015 | Francia                | París            |
| 2016 | Estados Unidos         | Washington D. C. |
| 2017 | Cuba                   | La Habana        |
| 2018 | Rusia                  | San Petersburgo  |
| 2019 | Australia              | Melbourne        |
| 2020 | Sudáfrica              | Ciudad del Cabo  |
| 2021 | Estados Unidos         | Nueva York       |
| 2022 | Estados Unidos         | Nueva York       |
| 2023 | Estados Unidos         | Nueva York       |
| 2024 | Marruecos              | Tánger           |
| 2025 | Emiratos Árabes Unidos | Abu Dabi         |